# 列治文山麥健士醫院
列治文山麥健士醫院，前稱約克中央醫院（York Central Hospital），是加拿大安大略省列治文山的一所醫院，也是約克區四所醫院之一。 
2023年10月哈馬斯襲擊以色列後，該院腎病科的賓·湯遜醫生（Dr. Ben Thomson）在社群媒體上發表反以色列言論，並否認哈馬斯針對以色列平民的罪行，引起網上爭議及同事投訴。為保障當事人以及其他人士的安全，醫院將其停職，並與約克區警方及獨立安全專家全面評估該事件。

## 科室
- 非住院護理
- 診斷成像
- 急症科
- 化驗室
- 長期護理
- 磁力共振掃描
- 內科
- 精神健康科
- 復康科
- 外科
- 產科